# 巴克草甸 (加利福尼亞州)
巴克草甸（英語：Buck Meadows）是位於美國加利福尼亞州馬里波薩縣的一個人口普查指定地區。

## 地理
巴克草甸的座標為37°48′46″N 120°03′52″W / 37.81278°N 120.06444°W，而該地最高點為海拔高度919米（即3015英尺）。

## 人口
根據2010年美國人口普查的數據，巴克草甸的面積為4.21平方千米，當中陸地面積為4.21平方千米，而水域面積為0.00平方千米。當地共有人口4282人，而人口密度為每平方千米1,017人。